# Mary Wollstonecraft
Mary Wollstonecraft (Hoxton (nu Londen), 27 april 1759 – Londen, 10 september 1797) was een Engels schrijfster en voorvechter voor vrouwenrechten. In 1792 werd haar pamflet A Vindication of the Rights of Woman gepubliceerd. Dit pamflet wordt naast de Déclaration des Droits de la Femme et de la Citoyenne van Olympe de Gouges vaak beschouwd als een van de eerste feministische werken en het baande mede de weg voor algemeen gebruik van het begrip 'vrouwenrechten'. Mary Wollstonecraft is de moeder van Mary Wollstonecraft Godwin beter bekend als Mary Shelley, de auteur van Frankenstein (The modern Prometheus).

## Biografie

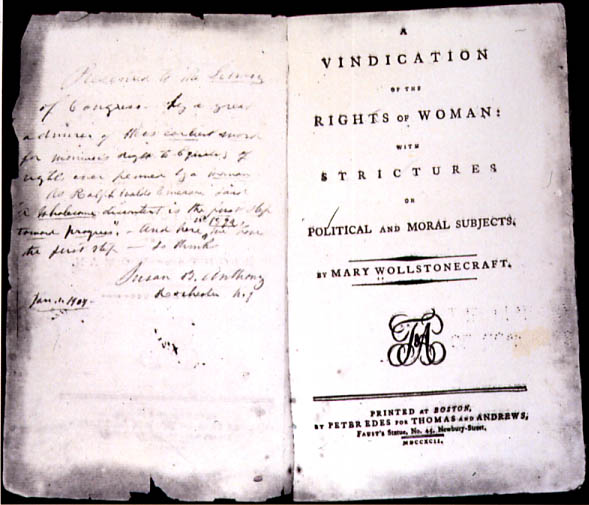
A Vindication of the Rights of Woman, 1792

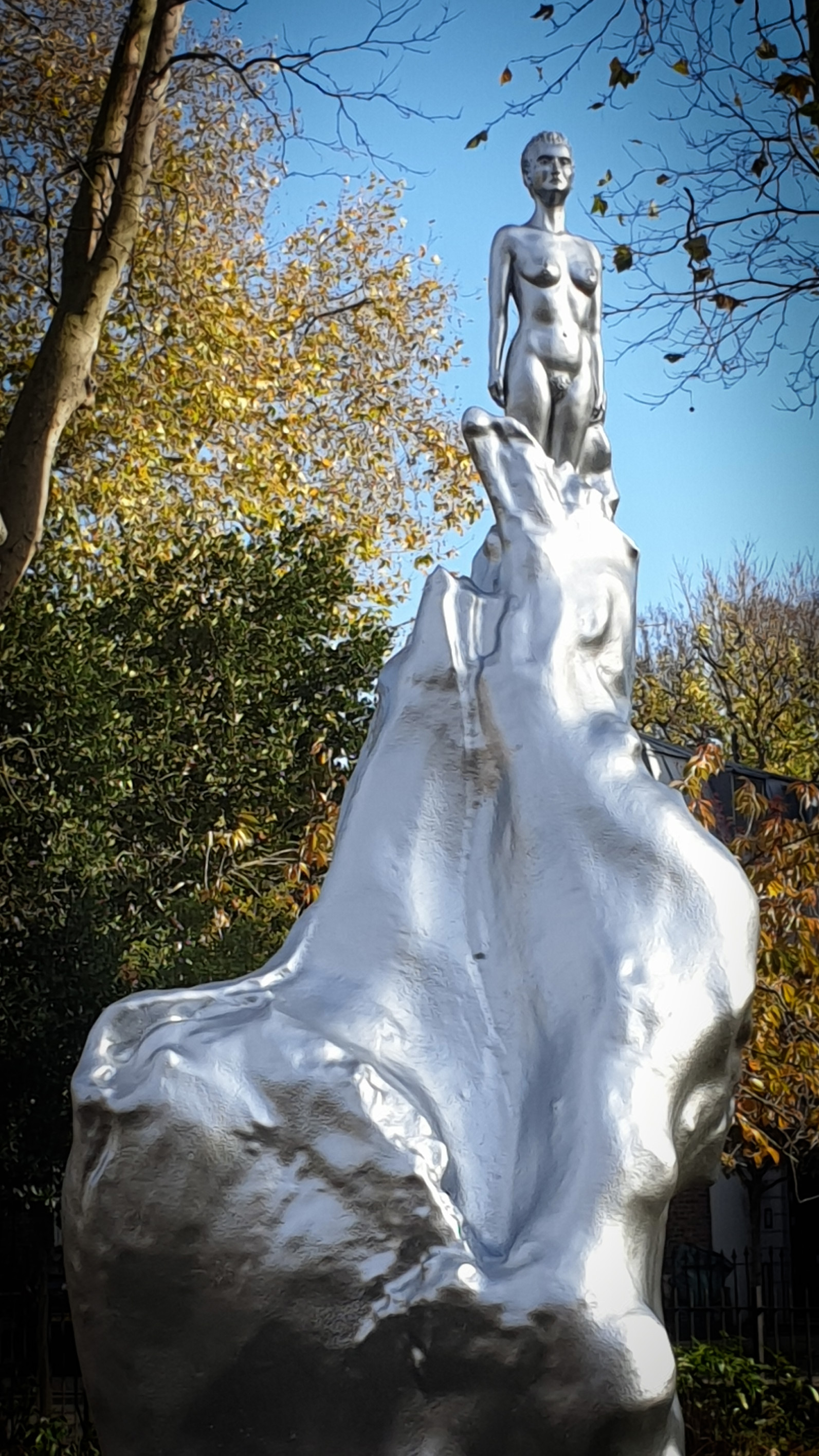
"A Sculpture to Mary Wollstonecraft" is een openbaar beeldhouwwerk voor de feministische schrijfster en pleitbezorger Mary Wollstonecraft in Newington Green, Londen. Het werd gebeeldhouwd door de Britse kunstenaar Maggi Hambling en werd onthuld op 10 november 2020.

Na een ongelukkige jeugd en de dood van haar goede vriendin, de illustrator Fanny Blood, in 1785, schreef Wollstonecraft in 1787 het korte geschrift Thoughts on the Education of Daughters (1787). Dit leverde haar tien pond op. Dit bracht haar op de gedachte meer te gaan schrijven om daarmee in haar levensonderhoud te voorzien.
Wollstonecraft werd gouvernante voor de dochters van de Ierse burggraaf Lord Kingsborough en schreef in 1788 Mary, a Fiction; een boek dat grotendeels gebaseerd was op de herinneringen aan haar overleden vriendin. Terug in Londen nam Wollstonecraft het schrijven serieus ter hand, wat in datzelfde jaar leidde tot de publicatie van een kinderboek Original Stories from Real Life. Voor haar uitgever Joseph Johnson deed ze ook vertaalwerk en redigeerde ze teksten, stelde ze een bloemlezing samen en schreef ze artikelen voor zijn tijdschrift Analytical Review. Het geld dat ze hiermee verdiende werd weer grotendeels opgeëist door vader voor het onderhoud van haar zusters en broers.
In 1789 werd ze gegrepen door de Franse Revolutie en volgde de ontwikkelingen op de voet. Toen Edmund Burke in november 1790 zijn Reflections on the Revolution in France publiceerde, reageerde ze nog dezelfde maand met A Vindication of the Rights of Men. In Londen had ze een ontmoeting met Charles-Maurice de Talleyrand naar aanleiding van diens rapport over het onderricht van vrouwen. Als reactie schreef ze in 1792 haar bekende werk, het feministische pamflet A Vindication of the Rights of Woman. Datzelfde jaar vertrok ze naar Parijs om de gebeurtenissen van nabij mee te maken. Haar vertrek naar Frankrijk werd wellicht ook ingegeven door het negatieve antwoord van de getrouwde schilder Johann Heinrich Füssli op haar voorstel om een driehoeksverhouding te beginnen.
In Frankrijk ontmoette ze de Amerikaanse zakenman-gezant Gilbert Imlay, op wie ze verliefd werd. Hoewel ze buitenechtelijk zwanger raakte, voelde Wollstonecraft niets voor een huwelijk. Ze noemde hun dochter Fanny, naar haar jeugdvriendin. Haar volledige naam was Frances Imlay (1794–1816), maar later stond ze ook bekend als Fanny Godwin en Fanny Wollstonecraft. Nadat het tot een breuk kwam met Imlay, probeerde Wollstonecraft zelfmoord te plegen met laudanum.
In 1795 maakte ze, enkel vergezeld door haar dienstmeisje en haar dochter Fanny, een lange reis door Scandinavië. Haar ex-geliefde Gilbert Imlay (die haar kort daarvoor had verlaten voor een actrice) had haar desondanks weten te overtuigen om een zakelijke affaire voor hem op te knappen. Hij had een vrachtschip met een kostbare lading zilverstaven en vaatwerk gekocht en dat schip raakte onderweg naar Noorwegen zoek doordat de kapitein onbetrouwbaar was. Imlay wilde dat Mary door haar persoonlijke bemiddeling een juridische en zo mogelijk ook een financiële vergoeding zou regelen. Wollstonecraft bracht de lastige missie naar alle waarschijnlijkheid tot een goed einde. Ze benutte de reis als materiaal voor een boek met reisbrieven: Letters Written During a Short Residence in Sweden, Norway and Denmark, dat in 1796 verscheen.
Ze keerde met Fanny terug naar Londen en raakte in 1795 bevriend met de radicale filosoof William Godwin, die zowel romantiek als huwelijk afwees. Niettemin trouwde deze verklaarde tegenstander van het huwelijk in 1797 met Wollstonecraft toen ze opnieuw zwanger was. Ze benadrukten beiden echter dat hun huwelijk geen concessie aan de heersende moraal was, maar dat ze volkomen gelijkwaardige partners waren.
Mary Wollstonecraft stierf op 10 september 1797, elf dagen na de geboorte van haar dochter Mary Wollstonecraft Godwin, de auteur van de klassiek geworden roman Frankenstein (1818) en de latere echtgenote van de dichter Percy Bysshe Shelley.

## Lijst van publicaties
- Thoughts on the Education of Daughters: With Reflections on Female Conduct, in the More Important Duties of Life. Londen: Joseph Johnson (1787)
- Mary: A Fiction. Londen: Joseph Johnson (1788). Audioboek 2014
- Original Stories from Real Life: With Conversations Calculated to Regulate the Affections and Form the Mind to Truth and Goodness. Londen: Joseph Johnson (1788)
- Necker, Jacques. Of the Importance of Religious Opinions. Vertaling Mary Wollstonecraft. Londen: Joseph Johnson (1788)
- The Female Reader: Or, Miscellaneous Pieces, in Prose and Verse; selected from the best writers, and disposed under proper heads; for the improvement of young women. By Mr. Cresswick, teacher of elocution [Mary Wollstonecraft]. Londen: Joseph Johnson (1789)
- de Cambon, Maria Geertruida van de Werken. Young Grandison. A Series of Letters from Young Persons to Their Friends. Vol. I; Vol. II. Vertaling Mary Wollstonecraft. Londen: Joseph Johnson (1790)
- Salzmann, Christian Gotthilf. Elements of Morality, for the Use of Children; with an introductory address to parents. Vol. I. Vol. II. Vertaling Mary Wollstonecraft. Londen: Joseph Johnson (1790-1793)
- A Vindication of the Rights of Men, in a Letter to the Right Honourable Edmund Burke. Occasioned by His Reflections on the Revolution in France. Londen: Joseph Johnson (1790)
- A Vindication of the Rights of Woman. Londen: Joseph Johnson (1792). Vertaald als: Pleidooi voor de rechten van de vrouw. Amsterdam : Wereldbibliotheek, 2017 ISBN 978-90-284-2701-3
- "On the Prevailing Opinion of a Sexual Character in Women, with Strictures on Dr. Gregory's Legacy to His Daughters". New Annual Register (1792): 457–466. [From Rights of Woman]
- An Historical and Moral View of the French Revolution; and the Effect It Has produced in Europe. Volume the first. Londen: Joseph Johnson (1794)
- Letters Written during a Short Residence in Sweden, Norway, and Denmark. Londen: Joseph Johnson (1796). Vertaald als: Brieven, geschreven geduurende eene reize door Zweeden, Noorwegen en Deenmarken. Haarlem, Bohn, 1799 en Brieven geschreven tijdens een kort verblijf in Zweden, Noorwegen en Denemarken. Maastricht, Zachte Steen, 2023.
- "On Poetry, and Our Relish for the Beauties of Nature". Monthly Magazine (april 1797).
- The Wrongs of Woman, or Maria. Vol. I; Vol. II. Posthumous Works of the Author of A Vindication of the Rights of Woman. Ed. William Godwin. Londen: Joseph Johnson (1798) (postuum gepubliceerd; onafgewerkt)
- "The Cave of Fancy". Posthumous Works of the Author of A Vindication of the Rights of Woman. Ed. William Godwin. Londen: Joseph Johnson (1798) (postuum gepubliceerd; fragment geschreven in 1787)
- "Letter on the Present Character of the French Nation". Posthumous Works of the Author of A Vindication of the Rights of Woman. Ed. William Godwin. Londen: Joseph Johnson (1798) (postuum gepubliceerd; geschreven in 1793)
- "Fragment of Letters on the Management of Infants". Posthumous Works of the Author of A Vindication of the Rights of Woman. Ed. William Godwin. Londen: Joseph Johnson (1798) (postuum gepubliceerd; onafgewerkt)
- "Lessons". Posthumous Works of the Author of A Vindication of the Rights of Woman. Ed. William Godwin. Londen: Joseph Johnson (1798) (postuum gepubliceerd;onafgewerkt)
- "Hints". Posthumous Works of the Author of A Vindication of the Rights of Woman. Ed. William Godwin. Londen: Joseph Johnson (1798) (postuum gepubliceerd)
- Contributions to the Analytical Review (1788–1797) (anoniem gepubliceerd)

### Vertalingen
- Necker, Jacques. Of the Importance of Religious Opinions. Trans. Mary Wollstonecraft. London: Joseph Johnson, 1788.
- de Cambon, Maria Geertruida van de Werken. Young Grandison. A Series of Letters from Young Persons to Their Friends. Vol. I; Vol. II. Trans. Mary Wollstonecraft. London: Joseph Johnson, 1790.
- Salzmann, Christian Gotthilf. Elements of Morality, for the Use of Children; with an introductory address to parents. Vol. I. Vol. II. Trans. Mary Wollstonecraft. Londen: Joseph Johnson (1790-1793)

- Bibsys: 90764450
- Biblioteca Nacional de España: XX1161594
- Bibliothèque nationale de France: cb119293724 (data)
- Catàleg d'autoritats de noms i títols de Catalunya: 981058519950406706
- CiNii: DA0070032X
- Gemeinsame Normdatei: 118639285
- International Standard Name Identifier: 0000 0001 1026 6396
- Library of Congress Control Number: n78095613
- Nationale Bibliotheek van Letland: 000027269
- Bibliotheek van het Japanse parlement: 00461353
- Nationale Bibliotheek van Tsjechië: jn20000605652
- Nationale bibliotheek van Australië: 35617113
- Nationale Bibliotheek van Israël: 987007269984805171
- Nationale Bibliotheek van Polen: a0000001200810
- Nationale en Universitaire bibliotheek Zagreb: 000060162
- Nederlandse Thesaurus van Auteursnamen: 068983727
- Istituto Centrale per il Catalogo Unico: MILV237565
- LIBRIS: 200735
- SNAC: w6zx2cbm
- Système universitaire de documentation: 027688674
- Trove: 1016175
- Virtual International Authority File: 51697482
- WorldCat: E39PBJktqfM4Hg6b6QPP8VTj4q